# Bernardo Arévalo
César Bernardo Arévalo de León (n. 7 octombrie 1958, Montevideo, Uruguay) este un diplomat, sociolog, scriitor și politician guatemalez, care servește ca președinte al Guatemalei din 2024. Membru și cofondator al partidului Semilla, a fost anterior deputat în Congresul Guatemalei între 2020 și 2024, ambasador în Spania între 1995 și 1996 și viceministru al afacerilor externe între 1994 și 1995.
Arévalo s-a născut la Montevideo, Uruguay, în timpul exilului tatălui său, fostul președinte Juan José Arévalo⁠(d). A absolvit Universitatea Ebraică din Ierusalim cu o diplomă de licență în sociologie. În anii 1980 s-a alăturat Ministerului Afacerilor Externe, unde a ocupat mai multe funcții-cheie, inclusiv pe cea de viceministru al afacerilor externe și ambasador în Spania. După încheierea serviciului său diplomatic, s-a alăturat organizației Interpeace, unde a activat ca consilier în domeniul rezolvării conflictelor. Ulterior, a obținut un doctorat în filosofie și antropologie socială la Universitatea din Utrecht. Arévalo s-a întors în Guatemala în urma protestelor din 2015, unde a cofondat un grup de analiză care avea să devină ulterior partidul politic Movimiento Semilla. A fost ales membru al Congresului în alegerile din 2019, apoi a fost desemnat secretar general al partidului în 2022.
Arévalo a fost nominalizat ca și candidat la alegerile generale din 2023 și, în mod neașteptat, s-a calificat în turul al doilea, ceea ce a declanșat acuzații de fraudă electorală și o anchetă judiciară asupra partidului său și a membrilor acestuia, amenințând rezultatele alegerilor — un fapt condamnat pe scară largă atât la nivel național, cât și internațional. El a învins-o pe fosta primă doamnă Sandra Torres în turul al doilea, pe 20 august 2023. Victoria sa electorală l-a făcut primul fiu al unui fost președinte guatemalez ales în funcția de președinte și a doua persoană născută în afara Guatemalei care ocupă această funcție. Organizația Statelor Americane a intervenit pentru a sprijini și facilita tranziția prezidențială. Arévalo a fost învestit pe 15 ianuarie, după o întârziere prelungită în validarea rezultatelor de către legislativul în exercițiu.
Administrația lui Bernardo Arévalo a fost caracterizată prin măsuri simbolice și succese legislative moderate în domeniile agriculturii, sănătății, economiei și infrastructurii, precum și prin progrese în educație, muncă, relații internaționale, turism, cultură și sport. Cu toate acestea, Arévalo s-a confruntat cu o opoziție puternică din partea sistemului judiciar, a Congresului și a establishmentului politic, ceea ce i-a îngreunat considerabil capacitatea de a guverna eficient.
Pe lângă obstacolele instituționale, lipsa de experiență politică, erorile de comunicare repetate, menținerea unui cost al vieții ridicat și violența persistentă au contribuit la scăderea popularității sale în rândul populației.

## Biografie
Arévalo s-a născut la 7 octombrie 1958 în Montevideo, Uruguay, fiind fiul lui Juan José Arévalo⁠(d) (1904–1990), fostul președinte al Guatemalei între 1945 și 1951, și al celei de-a doua soții a acestuia, Margarita de León (născută în 1925). La momentul nașterii lui Arévalo, tatăl său trăia în exil politic în America de Sud, în urma loviturii de stat din Guatemala din 1954.
Familia lui Arévalo a părăsit Uruguayul când acesta avea mai puțin de doi ani, iar el și-a petrecut o parte din copilărie în Venezuela, Mexic și Chile. A mers pentru prima dată în Guatemala la vârsta de 15 ani pentru a studia la Liceo Guatemala, o școală catolică privată din Ciudad de Guatemala.
În perioada în care tatăl său a fost ambasador al Guatemalei în Israel, Arévalo a urmat cursurile Universității Ebraice din Ierusalim, Israel, unde a obținut o diplomă de licență în sociologie. La Universitatea Ebraică, a studiat istoria creștinismului în America Latină. Ulterior, a obținut un doctorat în filosofie și antropologie socială la Universitatea din Utrecht, în Țările de Jos.

## Cariera diplomatică
Arévalo s-a alăturat Ministerului Afacerilor Externe în anii 1980 în calitate de diplomat. Între 1984 și 1986, a fost prim-secretar și consul la ambasada Guatemalei în Israel, iar ulterior a ocupat funcția de ministru-consilier între 1987 și 1988.
În 1988, Arévalo s-a întors în Guatemala, unde a fost numit director adjunct al departamentului de studii strategice și planificare, tot în cadrul Ministerului Afacerilor Externe. A continuat să activeze ca director al politicii externe bilaterale între 1990 și 1991, al relațiilor bilaterale internaționale între 1992 și 1993, și al relațiilor economice internaționale și multilaterale între 1993 și 1994.
În 1994, președintele Ramiro de León Carpio⁠(d) l-a numit pe Arévalo viceministru al afacerilor externe, funcție pe care a deținut-o până în 1995. În perioada în care a fost viceministru, președintele Mexicului, Ernesto Zedillo, l-a decorat pe Arévalo cu Ordinul Vulturului Aztec în 1995.
În 1995, ministrul de externe Alejandro Maldonado l-a numit pe Arévalo ambasador al Guatemalei în Spania; în același an, și-a prezentat scrisorile de acreditare regelui Juan Carlos I. În 1996, Arévalo a părăsit atât funcția de ambasador, cât și Ministerul Afacerilor Externe.

## Carieră profesională
După ce și-a încheiat cariera diplomatică, Arévalo a făcut parte din consiliul director al Centrului pentru Cercetare Regională Mesoamericană (CIRMA), unde a ocupat și funcția de președinte. Începând din 1999, Arévalo a deținut diverse funcții în cadrul organizației Interpeace, oferind consultanță în domeniul consolidării păcii și rezolvării conflictelor în Africa, Asia și America Latină.
Pe lângă activitatea sa în domeniul păcii, Arévalo a lucrat și ca consilier pentru organizații precum Națiunile Unite, Institutul Statelor Unite pentru Pace și Universitatea din San Diego. A scris cărți și articole pe teme de istorie, politică, sociologie și diplomație.

## Carieră politică

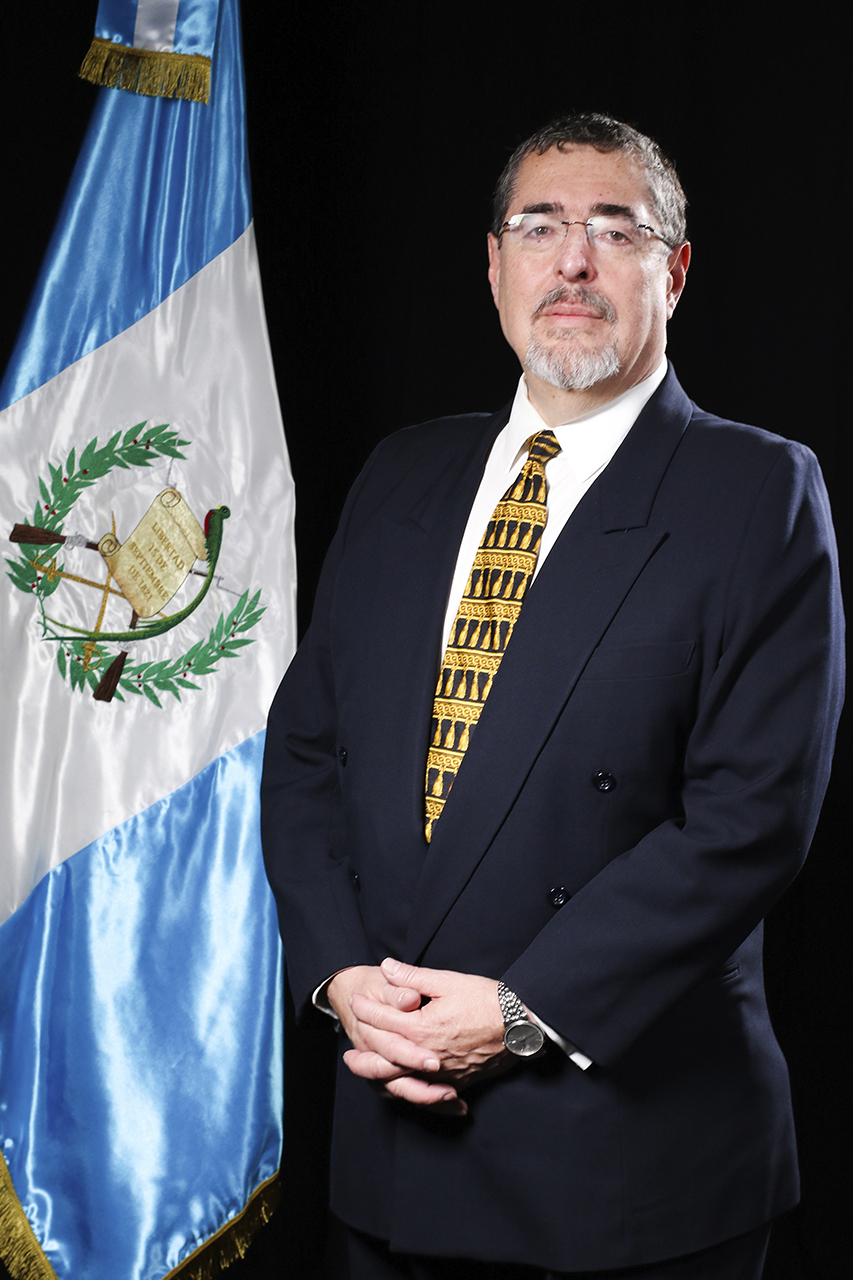
Portret oficial al lui Arévalo ca deputat în Congresul Guatemalei

În 2015, Arévalo a participat la protestele din Guatemala care cereau demisia președintelui Otto Pérez Molina⁠(d). La scurt timp după aceste manifestații, Arévalo s-a numărat printre intelectualii care au format Semilla, un grup de reflecție care ulterior a fost transformat în partidul politic Movimiento Semilla în 2017.
Arévalo a fost anunțat ca principalul candidat al partidului Semilla pentru alegerile prezidențiale din 2019, însă a refuzat în cele din urmă candidatura. A fost înlocuit de Thelma Aldana⁠(d), care a fost până la urmă împiedicată să candideze. Arévalo a candidat în schimb pentru Congres pe lista națională și a fost ales deputat în primul tur al alegerilor generale din 2019, devenind unul dintre cei șapte candidați ai partidului Semilla care au obținut un loc în legislatura a IX-a a Congresului. Și-a preluat mandatul la 14 ianuarie 2020, activând în mai multe comisii parlamentare privind afacerile externe, guvernarea, drepturile omului, securitatea națională și apărarea națională, și a condus blocul parlamentar Semilla între 2020 și 2022. În 2022, a fost ales secretar general al partidului Semilla, succedându-l pe Samuel Pérez Álvarez.
Pe parcursul celor patru ani în calitate de deputat, Arévalo a fost raportor pentru mai multe inițiative legislative. Aceste proiecte au vizat diverse teme, cum ar fi blocarea semnalelor de telefonie mobilă în închisori, extinderea beneficiilor de securitate socială pentru migranți, deputați și lucrători din sectorul informal, înăsprirea pedepselor pentru abuzul asupra animalelor și reglementarea prețurilor la produsele farmaceutice.
În timpul pandemiei de COVID-19, Arévalo și ceilalți membri ai partidului Semilla au propus un proiect de lege care oferea un sprijin temporar populației. Propunerea includea un buget de 10 milioane de quetzali, fiecare persoană urmând să primească 1500 de quetzali pe lună pe durata pandemiei. În martie 2022, Arévalo a fost raportorul unei propuneri legislative prin care se cerea președintelui Alejandro Giammattei să ia măsuri împotriva Rusiei în urma invaziei Ucrainei. Propunerea includea anularea licenței de exploatare a companiei Compañía Guatemalteca de Níquel, o companie minieră de nichel deținută de grupul rus Solway Investment Group. În plus, proiectul de lege solicita anularea contractului cu guvernul rus privind vaccinurile Sputnik V.

## Campania prezidențială din 2023
La 22 ianuarie 2023, Arévalo a fost anunțat drept candidat la președinție din partea partidului Semilla pentru alegerile din 2023, având-o ca parteneră de candidatură pentru funcția de vicepreședinte pe Karin Herrera⁠(d). A fost înregistrat oficial de Tribunalul Suprem Electoral la 16 februarie 2023. În timpul campaniei, susținătorii săi l-au poreclit Tío Bernie (trad. „Unchiul Bernie”), făcând referire atât la prenumele său, cât și la asemănarea sa cu politicianul american și fostul candidat prezidențial Bernie Sanders.
Campania lui Arévalo s-a concentrat pe combaterea corupției de stat și a insecurității din Guatemala, precum și pe crearea de locuri de muncă și promovarea politicilor privind schimbările climatice.
Un sondaj realizat de Prensa Libre în aprilie 2023 l-a situat pe Arévalo pe penultimul loc în preferințele alegătorilor, doar 0,7% dintre respondenți exprimându-și intenția de a vota pentru el. Sondajele ulterioare din mai și iunie 2023 arătau o susținere de aproximativ 2% pentru Arévalo.
În primul tur al alegerilor din 2023, Arévalo s-a clasat pe locul al doilea dintre candidați, obținând peste 600.000 de voturi, și a intrat în turul al doilea al alegerilor prezidențiale alături de Sandra Torres, fostă primă doamnă a Guatemalei și candidată a partidului Unidad Nacional de la Esperanza. Clasarea lui Arévalo pe locul al doilea a fost descrisă ca o „surpriză” de El País și BBC News. Partidul Semilla a obținut, de asemenea, un număr semnificativ de voturi, devenind al treilea cel mai mare partid în Congresul Guatemalei, în Parlamentul Central American și în administrația municipală a orașului Guatemala.

### Certificarea și contestațiile legale
Certificarea rezultatelor a fost amânată din cauza unui recurs controversat acceptat de Curtea Constituțională, formulat de nouă partide de dreapta, inclusiv partidul aflat la guvernare, Vamos. Aceste partide au contestat rezultatul, invocând presupuse „nereguli” și „fraudă electorală” în favoarea lui Arévalo, mergând până la a solicita organizarea unor noi alegeri. Curtea a ordonat o nouă verificare a rezultatelor contestate, care a fost efectuată în prima săptămână a lunii iulie. Verificarea nu a identificat modificări semnificative ale rezultatelor preliminare. Ulterior, Curtea Supremă de Justiție a respins recursul formulat de partide și a autorizat Tribunalul Suprem Electoral să oficializeze rezultatele alegerilor.
La 12 iulie 2023, TSE a oficializat rezultatele alegerilor; în același timp, procurorul Rafael Curruchiche din cadrul Ministerului Public a anunțat, la cererea judecătorului Fredy Orellana, suspendarea partidului Semilla din cauza unor presupuse falsificări de semnături la înființarea partidului în 2017. Arévalo a declarat, într-un interviu acordat CNN, că va contesta suspendarea, afirmând că instanța „nu avea temei juridic” pentru a emite ordinul. La rândul lor, experți juridici au afirmat că Orellana nu a acționat în conformitate cu legislația electorală a țării.
La 13 iulie 2023, Curtea Constituțională, cea mai înaltă instanță în materie constituțională, a garantat participarea lui Arévalo, deși a rămas ambiguă cu privire la statutul partidului, permițând astfel desfășurarea turului al doilea al alegerilor prezidențiale. Cu toate acestea, au fost organizate manifestații care cereau demisia procurorului general María Consuelo Porras, a procurorului Curruchiche și a judecătorului Orellana. Arévalo și candidata sa la vicepreședinție, Karin Herrera, au fost prezenți la demonstrație și au depus o plângere penală împotriva lui Curruchiche și Orellana.
Membri ai Congresului Statelor Unite i-au solicitat lui Joe Biden să impună sancțiuni celor responsabili de „amenințarea democrației” în Guatemala și și-au exprimat îngrijorarea cu privire la măsurile luate împotriva candidaturii lui Arévalo. Douăzeci de foști lideri din America Latină și Spania au emis o declarație comună în care condamnau încercările de a-l descalifica pe Arévalo din cursa electorală, comparând situația cu descalificarea recentă a liderei opoziției venezuelene María Corina Machado⁠(d).

### Tranziția prezidențială
Legea privind alegerile și partidele politice interzice ca Secretarul General al unui partid politic să dețină funcția de șef al executivului. În conformitate cu această prevedere, la 29 noiembrie, Arévalo și-a anunțat retragerea din partidul Semilla și a demisionat din funcția de Secretar General al acestuia.
La 8 ianuarie 2024, Arévalo și vicepreședinta aleasă Karin Herrera au organizat o conferință de presă la Centro Cultural Miguel Ángel Asturias pentru a prezenta membrii viitorului guvern. Cabinetul urma să fie alcătuit din șapte bărbați și șapte femei. Totuși, la 10 ianuarie, la două zile după anunț, Anayté Guardado, desemnată pentru conducerea Ministerului Energiei și Minelor, și-a retras candidatura. Decizia a venit în urma unei controverse iscate pe platforma X, când a reapărut un interviu din 2018 în care Guardado își exprima sprijinul pentru centralele hidroelectrice – un factor asociat cu defrișările din Guatemala. De asemenea, au fost formulate acuzații privind implicarea lui Guardado în încarcerarea activistului indigen Bernardo Caal. În cele din urmă, Víctor Hugo Ventura Ruiz a fost desemnat să o înlocuiască pe Guardado în calitate de candidat pentru Minister.

## Președinția (2024–prezent)

### Învestirea

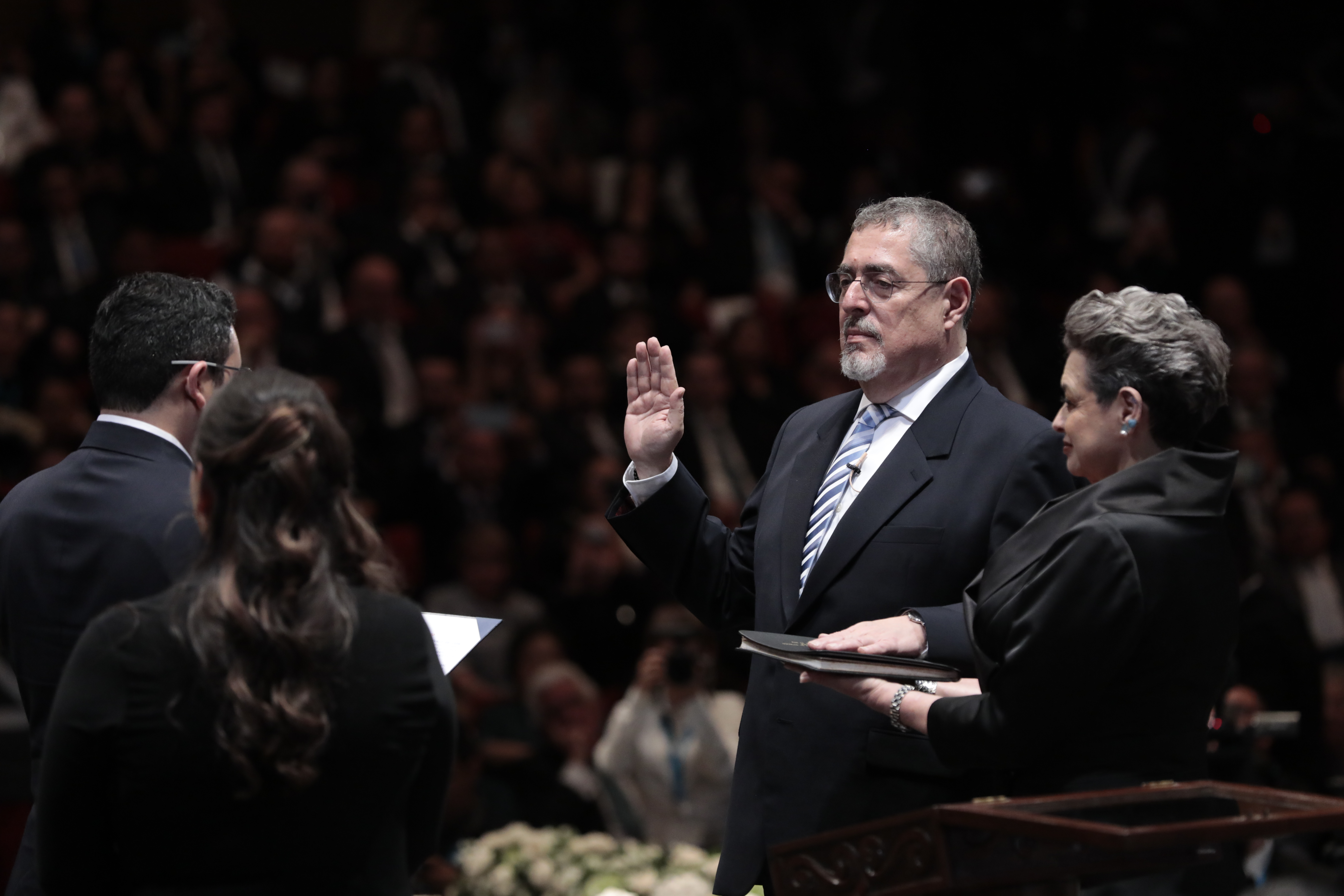
Arévalo depune jurământul în fața fostului președinte al Congresului, Samuel Pérez, la 15 ianuarie 2024

Arévalo a fost învestit ca președinte al Guatemalei la 15 ianuarie 2024, la ora 00:20 (CT). Inițial, ceremonia de învestire fusese programată pentru 14 ianuarie, însă a fost amânată din cauza incapacității comisiei de organizare a evenimentului de a aproba delegația Congresului. Este primul președinte al țării care este fiul unui fost președinte guatemalez și al doilea președinte născut în afara teritoriului Guatemalei (după Miguel García Granados).

### Primele 100 de zile
În primele sale zile de mandat, Arévalo a anulat un acord guvernamental semnat de predecesorul său, care ar fi oferit protecție și vehicule oficiale foștilor membri ai cabinetului Alejandro Giammattei pentru o perioadă de șase ani.
Între 18 și 19 ianuarie, Arévalo a dispus îndepărtarea barierelor metalice din fața reședinței prezidențiale și a Palatului Național. Aceste bariere fuseseră instalate inițial în 2016, în timpul administrației lui Jimmy Morales⁠(d), și au fost menținute și pe durata mandatului lui Alejandro Giammattei. Guvernul Arévalo a caracterizat gestul drept „un simbol al deschiderii și apropierii” față de populație. După îndepărtarea gardurilor, Ministerul Culturii și Sporturilor a raportat o creștere de 43% a numărului de vizitatori la Palatul Național în luna februarie.
Între 17 ianuarie și 5 februarie, Arévalo și cabinetul său au demis mai mulți șefi ai agențiilor guvernamentale, inclusiv conducerea Institutului Național de Electrificare (INDE), a Institutului pentru Victime și a Direcției Generale a Aviației Civile. Demiterile au fost motivate de legături ale respectivilor funcționari cu „acte de corupție” sau de faptul că aceștia „nu și-au îndeplinit eficient atribuțiile”. În total, 878 de funcționari publici au fost demiși în primele 30 de zile ale mandatului lui Arévalo.
La 8 februarie, Arévalo, împreună cu ministrul de interne Francisco Jiménez, a anunțat înființarea Grupului Special Împotriva Extorcării (GECE), o unitate specială în cadrul Poliției Naționale Civile (PNC), destinată combaterii criminalității violente și extorcărilor. GECE va fi format din 400 de agenți motorizați care vor patrula diferite regiuni ale țării în mai multe etape. La solicitarea lui Arévalo, guvernul Statelor Unite a donat echipamente pentru susținerea noii unități speciale.

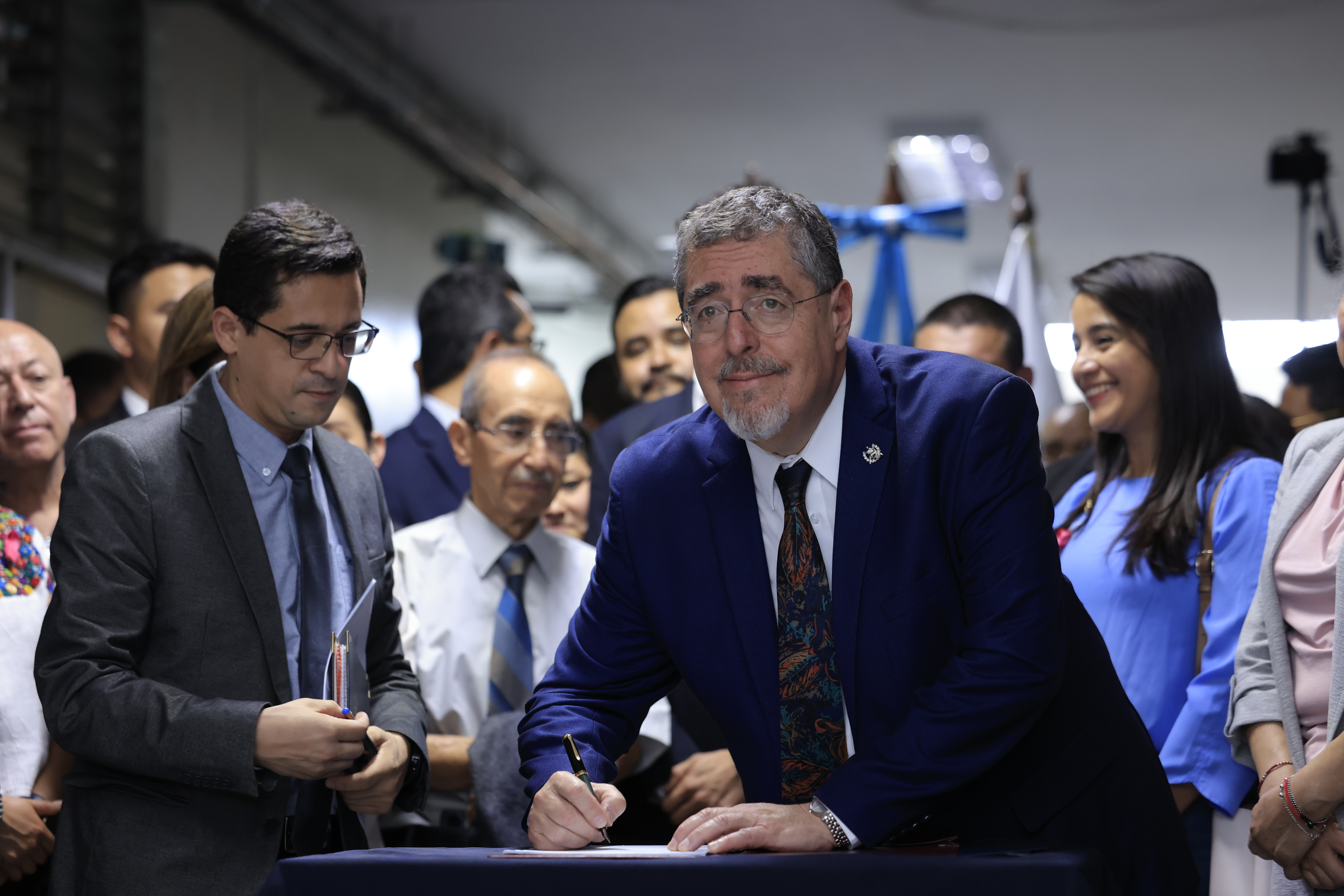
Arévalo semnează Legea privind îngrijirea oncologică completă, 22 martie 2024.

În timpul primei sale vizite oficiale în Europa, desfășurată între 15 și 23 februarie 2024, Arévalo și-a delegat temporar atribuțiile vicepreședintei Karin Herrera, conform prevederilor constituționale. Itinerariul său a inclus diverse activități și întâlniri la nivel înalt în mai multe state europene. În Germania, a participat la cea de-a 60-a Conferință de Securitate de la München și s-a întâlnit cu cancelarul Olaf Scholz, premierul Bulgariei Nikolai Denkov, președintele Israelului Itzhak Herzog și președintele Ucrainei Volodîmîr Zelenski. Ulterior, la 19 februarie, a sosit în Franța, unde a avut o întrevedere cu președintele Emmanuel Macron la Palatul Élysée. A doua zi, în Belgia, s-a întâlnit cu președintele Consiliului European Charles Michel și cu Înaltul Reprezentant al Uniunii Europene pentru Afaceri Externe, Josep Borrell, marcând astfel prima vizită a unui președinte guatemalez la sediul Uniunii Europene. La 21 februarie, Arévalo a ajuns în Elveția, unde s-a întâlnit cu președintele Comitetului Olimpic Internațional, Thomas Bach, care a confirmat eliminarea sancțiunilor impuse Comitetului Olimpic Guatemalez. La 22 februarie, acesta a vizitat Spania, unde s-a întâlnit cu prim-ministrul Pedro Sánchez și a participat la un banchet oferit de regele Felipe al VI-lea și regina Letizia. Arévalo s-a întors în Guatemala la 24 februarie.
La 9 martie 2024, Congresul a aprobat Legea privind îngrijirea oncologică completă, un proiect de lege introdus inițial în iulie 2022. Actul legislativ prevede alocarea a milioane de quetzali Ministerului Sănătății pentru formare profesională, cercetare, înființarea unui spital specializat și promovarea îngrijirii oncologice prin detectare timpurie, prevenție, îngrijiri paliative și tratamente gratuite. Arévalo a promulgat legea la 22 martie 2024.
Unii analiști au remarcat o „lentoare în luarea deciziilor” în primele zile ale administrației Arévalo, precum și o „lipsă de strategie” pentru a obține demisia procurorului general María Consuelo Porras și pentru a menține o alianță legislativă stabilă, aceasta din urmă fragmentându-se la sfârșitul lunii martie.

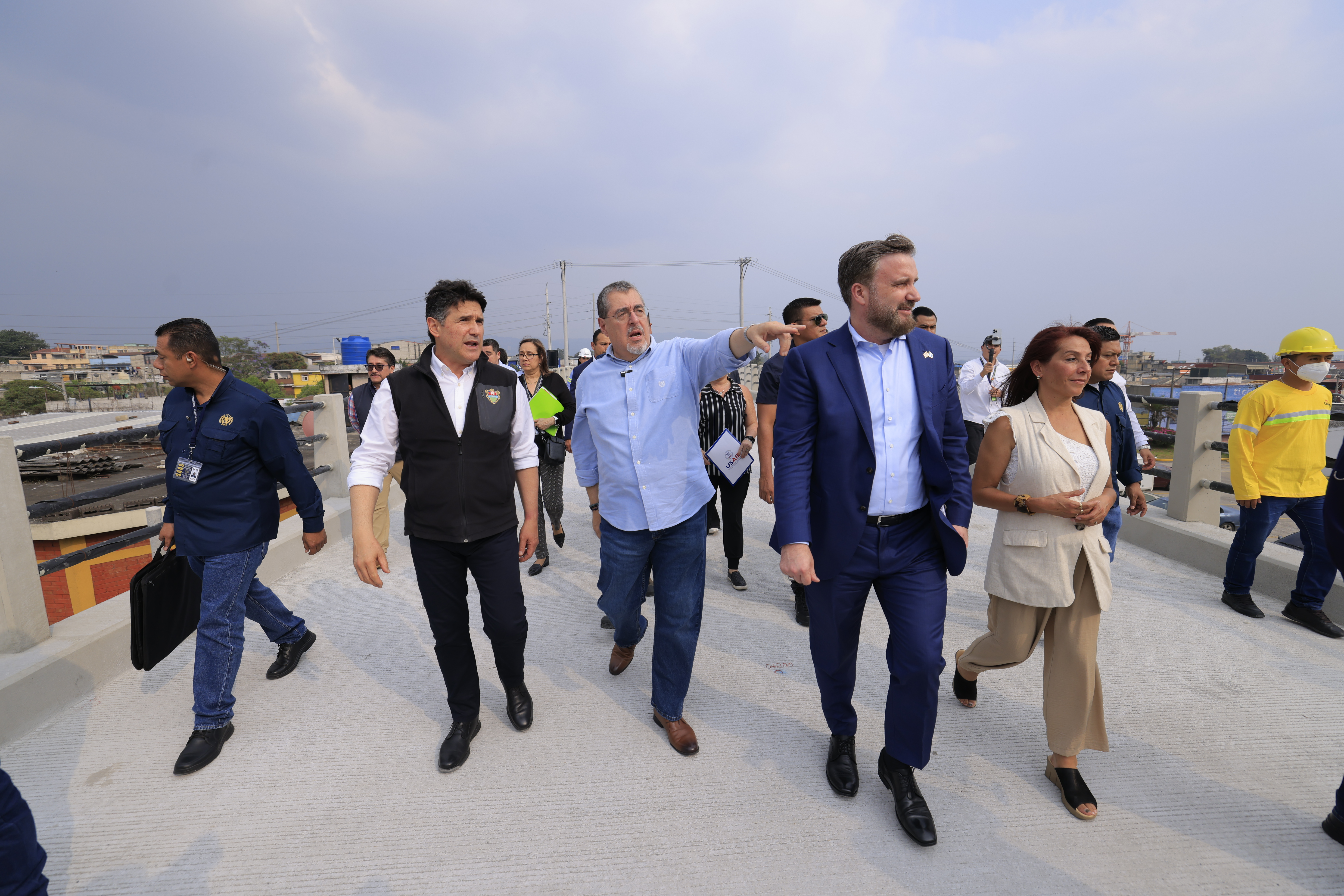
Arévalo supraveghează progresul lucrărilor la proiectul Metro Riel.

La 7 aprilie 2024, președintele Arévalo a demis-o pe ministra Mediului, María José Iturbide. Decizia a survenit după publicarea unui raport de către Vox Populi pe 4 aprilie, care a dezvăluit că fiica ministrei, María Fernanda Iturbide, a folosit vehicule de stat pentru activități personale. Secretariatul General al Președinției a emis un comunicat în numele lui Arévalo, afirmând că decizia a fost luată pentru a „evita orice îndoială cu privire la angajamentul administrației sale față de toleranța zero în privința utilizării abuzive a resurselor statului și a corupției”. La 11 aprilie, Arévalo a numit-o pe Patricia Orantes în funcția de ministră a Mediului, înlocuind-o pe Iturbide.
Tot la 11 aprilie, Arévalo, împreună cu ministra Infrastructurii Jazmín de la Vega, primarul orașului Guatemala Ricardo Quiñónez, ambasadorul Statelor Unite în Guatemala Tobin Bradley și consiliera municipală Ninotchka Matute (din partea partidului Semilla), au inspectat lucrările primei faze a proiectului Metro Riel, una dintre prioritățile administrației Arévalo.
La 23 aprilie, în cadrul unui eveniment public care marca împlinirea a 100 de zile de mandat, Arévalo a onorat una dintre promisiunile din campania electorală prin reducerea salariului prezidențial cu 25%. Ca urmare a acestei reduceri, președintele Guatemalei nu mai este cel mai bine plătit șef de stat din America Latină. În paralel, vicepreședinta Karin Herrera⁠(d) a anunțat și ea o reducere de 25% a salariului său.

### Politică internă

#### Educație
La 4 februarie 2024, Arévalo a anunțat lansarea unui program de reabilitare a unităților de învățământ, derulat prin Ministerul Educației, cu obiectivul de a renova 10.000 de școli până la finalul anului 2024. În iunie 2024, Ministerul Educației a raportat că 4.000 de școli au fost deja renovate.

#### Demiteri ulterioare
La 17 mai, Arévalo a demis-o pe ministra Comunicațiilor, Infrastructurii și Locuințelor, Jazmín de la Vega. Decizia a fost determinată de aprobarea de către ministră a unor plăți către companii de construcții care au încălcat termenii contractelor guvernamentale.

#### Eforturi pentru demiterea lui Consuelo Porras

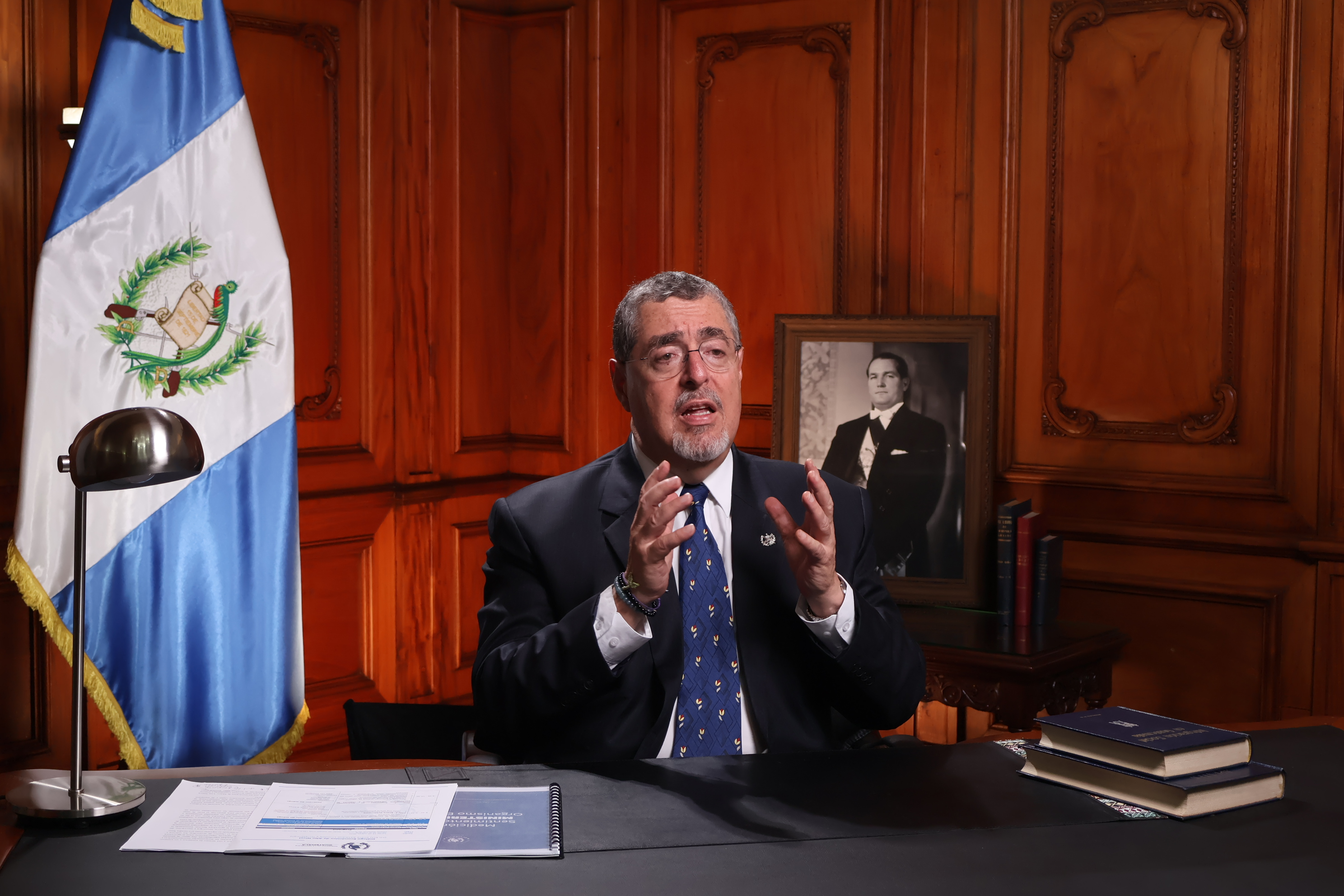
Președintele Arévalo se adresează națiunii în legătură cu intenția sa de a o demite pe Consuelo Porras din funcția de procuror general, 6 mai 2024

Pe 5 mai 2024, Arévalo a susținut un discurs televizat la nivel național în care a cerut demiterea lui Consuelo Porras din funcția de procuror general. În discursul său, el și-a exprimat intenția de a reforma legea organică prin intermediul Congresului, astfel încât „Ministerul Public să nu mai fie folosit ca armă politică de niciun guvern.” Pe 6 mai, Arévalo, împreună cu membri ai cabinetului său, a mers pe jos de la Palatul Național până la Congres pentru a prezenta proiectul de lege care permitea demiterea lui Porras. Cu toate acestea, Congresul nu a reușit să convoace o sesiune plenară pentru proiect, iar negocierile au stagnat până la 1 august, când legislatorii urmau să revină din vacanță.

#### Subvenția pentru energie
Pe 31 mai, Arévalo a anunțat extinderea subvențiilor pentru energie pentru persoanele care consumă până la 99 kilowați pe lună (anterior limita era de 89 kilowați). Tariful social este estimat să acopere încă 300.000 de utilizatori și va rămâne în vigoare până în decembrie 2024.
=== Politică externă

#### Nicaragua
Relațiile dintre Arévalo și regimul lui Daniel Ortega din Nicaragua au fost tensionate. La 5 septembrie 2024, Departamentul de Stat al SUA a obținut eliberarea a 135 de prizonieri politici nicaraguani, iar guvernul Guatemalei a acceptat să-i primească. În noiembrie 2024, guvernele din Guatemala, Costa Rica, Panama și Republica Dominicană s-au opus numirii fostului ministru de externe nicaraguan Denis Moncada în funcția de secretar general al Sistemului de Integrare Centramerican (SICA). Ca reacție, Nicaragua a anunțat că va adopta măsuri de retorsiune.

#### Palestina
La 10 mai 2024, administrația Arévalo a votat în favoarea extinderii drepturilor Palestinei în cadrul Națiunilor Unite, ca stat observator.

#### Rusia
Guvernul Arévalo s-a distanțat de Rusia, în principal din cauza sprijinului acordat Ucrainei. Președintele s-a pronunțat împotriva includerii Rusiei ca stat observator în Parlamentul Centramerican, calificând acest demers drept „incoerent” în cazul unui stat care „nu respectă normele dreptului internațional”.

#### Taiwan
Administrația Arévalo a menținut relațiile diplomatice cu Taiwan și și-a exprimat dorința de a le păstra pe tot parcursul mandatului. La începutul administrației sale, Arévalo a fost felicitat de un grup bipartizan de senatori americani (inclusiv Marco Rubio și Ben Cardin⁠(d)) pentru poziția sa pro-Taiwan.
La 5 iunie 2025, Arévalo a efectuat o vizită de stat în Taiwan, unde s-a întâlnit cu președintele Lai Ching-te⁠(d), reafirmând sprijinul Guatemalei pentru Taiwan și angajamentul de a consolida relațiile bilaterale.

#### Venezuela
Administrația Arévalo a respins rezultatele anunțate de Consiliul Electoral Național al Venezuelei privind alegerile prezidențiale din 2024. Într-o conferință de presă susținută pe 5 august, Arévalo a anunțat că guvernul său nu îl va recunoaște pe Nicolás Maduro drept președinte ales al Venezuelei. De asemenea, a condamnat represiunile exercitate de guvernul venezuelean împotriva protestelor interne care au urmat scrutinului.
În septembrie 2024, Arévalo a menținut contacte telefonice cu liderii opoziției venezuelene María Corina Machado⁠(d) și Edmundo González⁠(d), cărora le-a transmis sprijinul guvernului guatemalez. Ulterior, a contactat și omologii săi Santiago Peña⁠(d) (Paraguay) și Luis Lacalle Pou⁠(d) (Uruguay) pentru a monitoriza situația.

## Poziții politice
Arévalo revendică moștenirea politică a tatălui său, Juan José Arévalo⁠(d), și a fostului președinte Jacobo Árbenz. S-a autodescris drept un „social-democrat” și susține un sistem republican și democratic. Este adeptul unui stat care să garanteze justiția socială și proprietatea privată și și-a exprimat interesul pentru stabilirea unui nou pact fiscal și pentru consolidarea sistemului de securitate socială.

### Educație

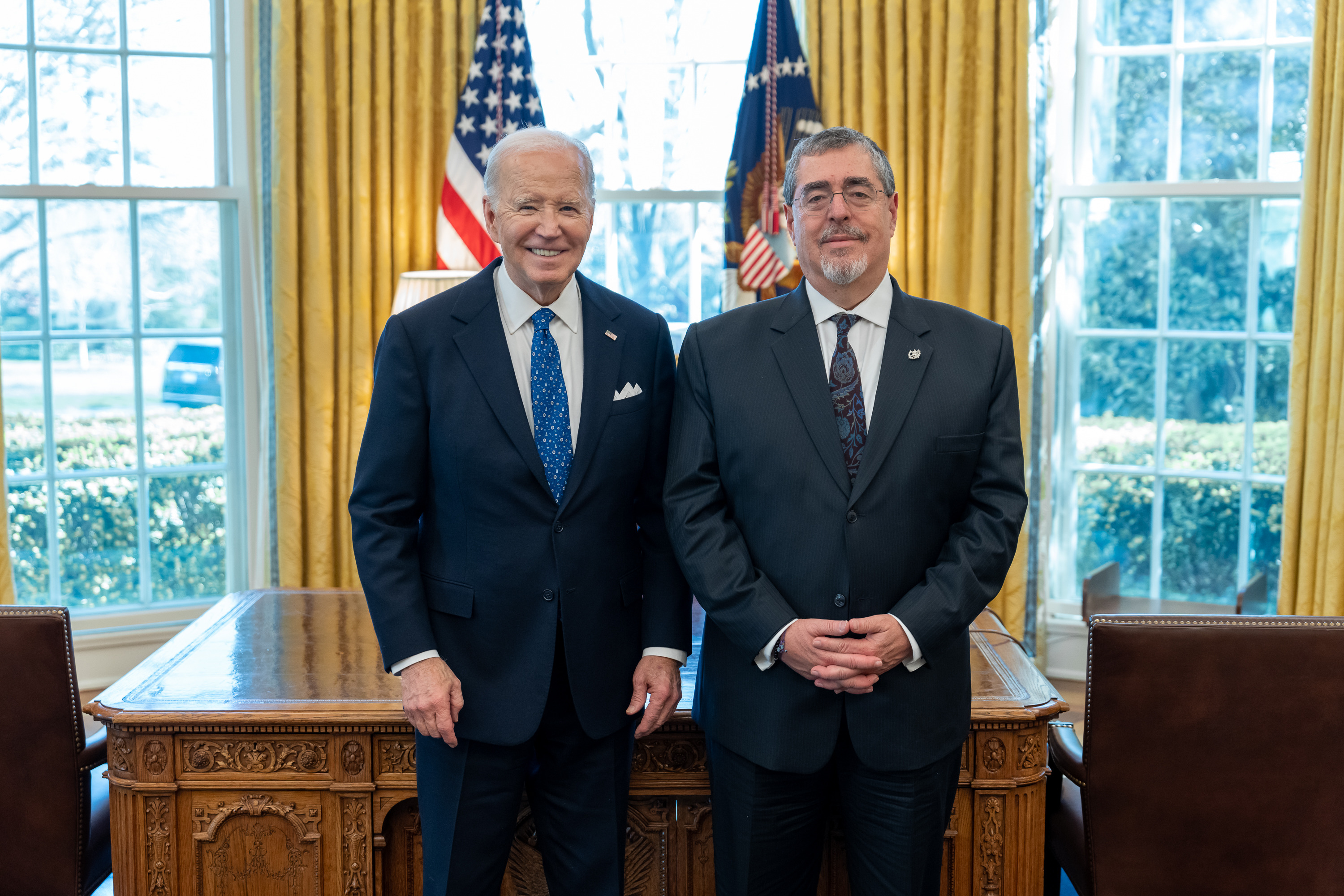
Arévalo se întâlnește cu președintele american Joe Biden la Casa Albă, 25 martie 2024

Una dintre promisiunile sale de campanie este implementarea unui sistem de învățământ public „radical diferit”. Arévalo intenționează să combată condițiile precare din școlile primare și secundare printr-o investiție de 110 miliarde de quetzali, care ar acoperi construirea a 70.000 de noi săli de clasă, tipărirea a 29,5 milioane de manuale, amenajarea a 36.000 de grupuri sanitare pentru elevi și profesori, precum și acordarea unor burse lunare de 3.600 de quetzali pentru elevi.

### Sănătate
Arévalo este un susținător al sistemului de sănătate universal. El propune un buget guvernamental de 61 de miliarde de quetzali pentru a acoperi 7 milioane de persoane, prin construirea a 400 de noi puncte medicale și 50 de centre de sănătate destinate zonelor cu peste 15.000 de locuitori și celor izolate din mediul rural. De asemenea, s-a angajat să construiască un spital public specializat în tratamentul cancerului.

### Politică externă

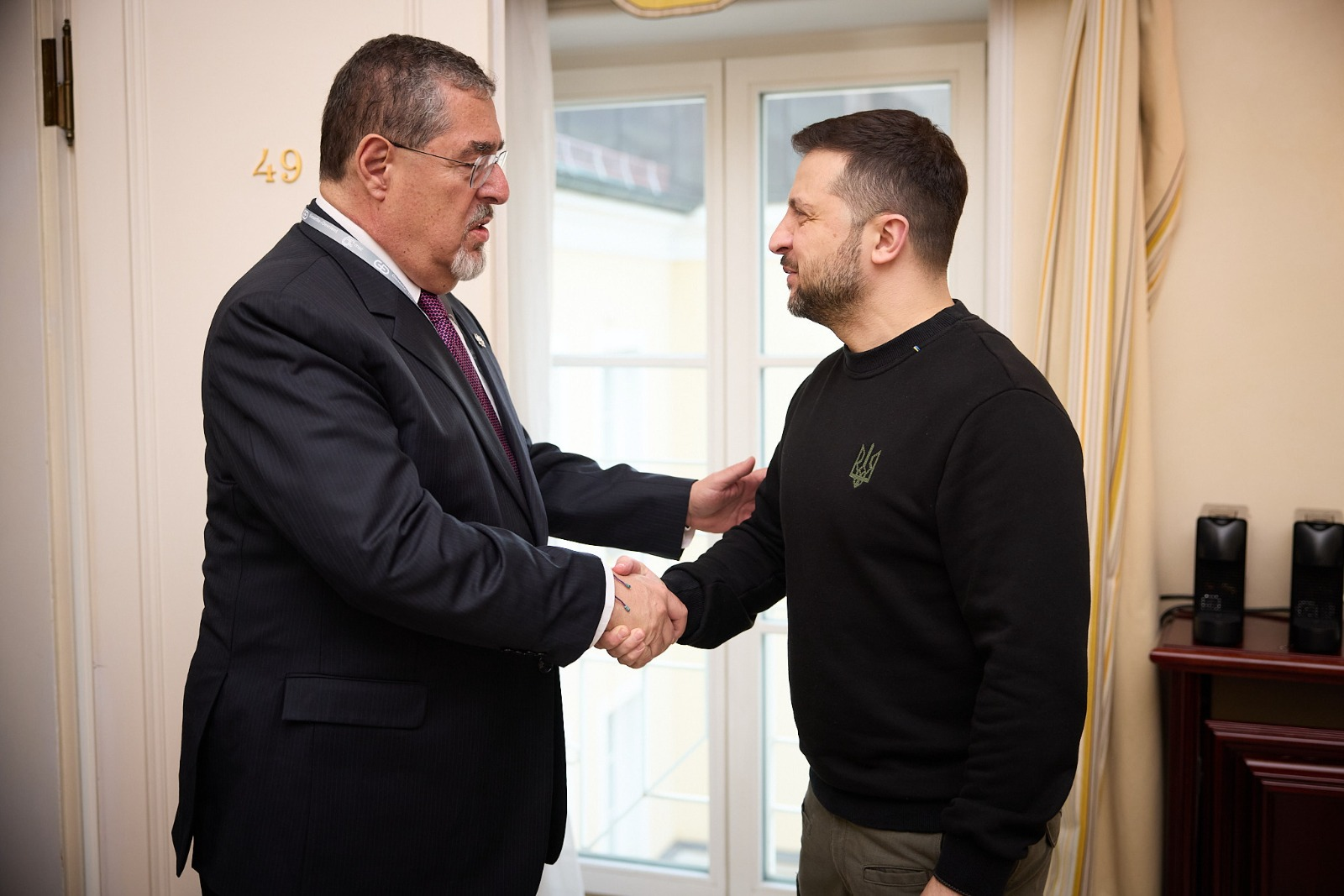
Arévalo îl salută pe președintele ucrainean Volodîmîr Zelenski la München, Germania, 18 februarie 2024

Arévalo susține îmbunătățirea relațiilor comerciale cu China, dar își dorește, în același timp, menținerea relațiilor diplomatice cu Taiwan. La 20 iulie, într-un interviu acordat publicației República, și-a reafirmat dorința de a construi o relație cu China bazată pe „dezvoltarea și extinderea” relațiilor economice.
Arévalo a condamnat guvernul din Nicaragua și a descris regimurile din Nicaragua și Venezuela drept „sisteme dictatoriale”. În martie 2022, a fost raportorul unei propuneri legislative care solicita președintelui de atunci, Alejandro Giammattei, să ia măsuri împotriva Rusiei pentru invazia Ucrainei. Propunerea includea anularea licenței de exploatare minieră a companiei Compañía Guatemalteca de Níquel, deținută de compania rusă Solway Investment Group. De asemenea, se cerea anularea contractului încheiat cu guvernul rus privind vaccinurile Sputnik V.

### Probleme sociale
Arévalo a exclus posibilitatea legalizării căsătoriilor între persoane de același sex și a avortului (care este permis în Guatemala doar dacă viața mamei este în pericol), dar a afirmat că nu va tolera discriminarea pe bază de religie sau orientare sexuală.

## Viața personală
Arévalo a fost căsătorit de trei ori. În 1983, s-a căsătorit cu cetățeana argentiniană Teresa Lapín Ganman, însă cei doi au divorțat în 1992. În anul următor, Arévalo s-a căsătorit cu Eva Rivara Figueroa, diplomat ca și el, cu care are două fiice. Din 2011, este căsătorit cu Lucrecia Peinado. Are trei fiice și trei copii vitregi.
Pe lângă spaniola maternă, Arévalo vorbește fluent engleza, ebraica, franceza și portugheza. Este de confesiune catolică.
În timpul campaniei electorale, într-un videoclip publicat pe TikTok, Arévalo a făcut referire la celebrul incident dintre Kanye West și Taylor Swift de la MTV Video Music Awards din 2009, dezvăluind că este fan al cântăreței Taylor Swift. Videoclipul a devenit rapid viral în rândul tinerilor alegători, contribuind semnificativ la succesul său în primul tur al alegerilor prezidențiale.

## Distincții
- Ordinul Vulturului Aztec (Mexic, 1995)[10]